# Mpinga Kasenda
Mpinga Kasenda (ur. 20 sierpnia 1937, zm. 7 maja 1994 w Kinszasie) – kongijski (zairski) polityk, premier Zairu od 1977 do 1979.
Zdobył wykształcenie wyższe i był profesorem. Należał do Ruchu Ludowej Rewolucji, gdzie był stałym członkiem Komitetu Centralnego. Uznawano go za lojalnego współpracownika Mobutu Sese Seko. W lipcu 1977 powołany na reaktywowany po 11 latach urząd premiera. 6 grudnia 1977 podał się do dymisji, której jednak prezydent nie przyjął. W marcu 1979 zastąpił go Bo-Boliko Lokonga Monse Mihambo. Od 1993 do śmierci kierował ministerstwem spraw zagranicznych. Zginął w katastrofie awionetki w Kinszasie.